# Scheepsromp

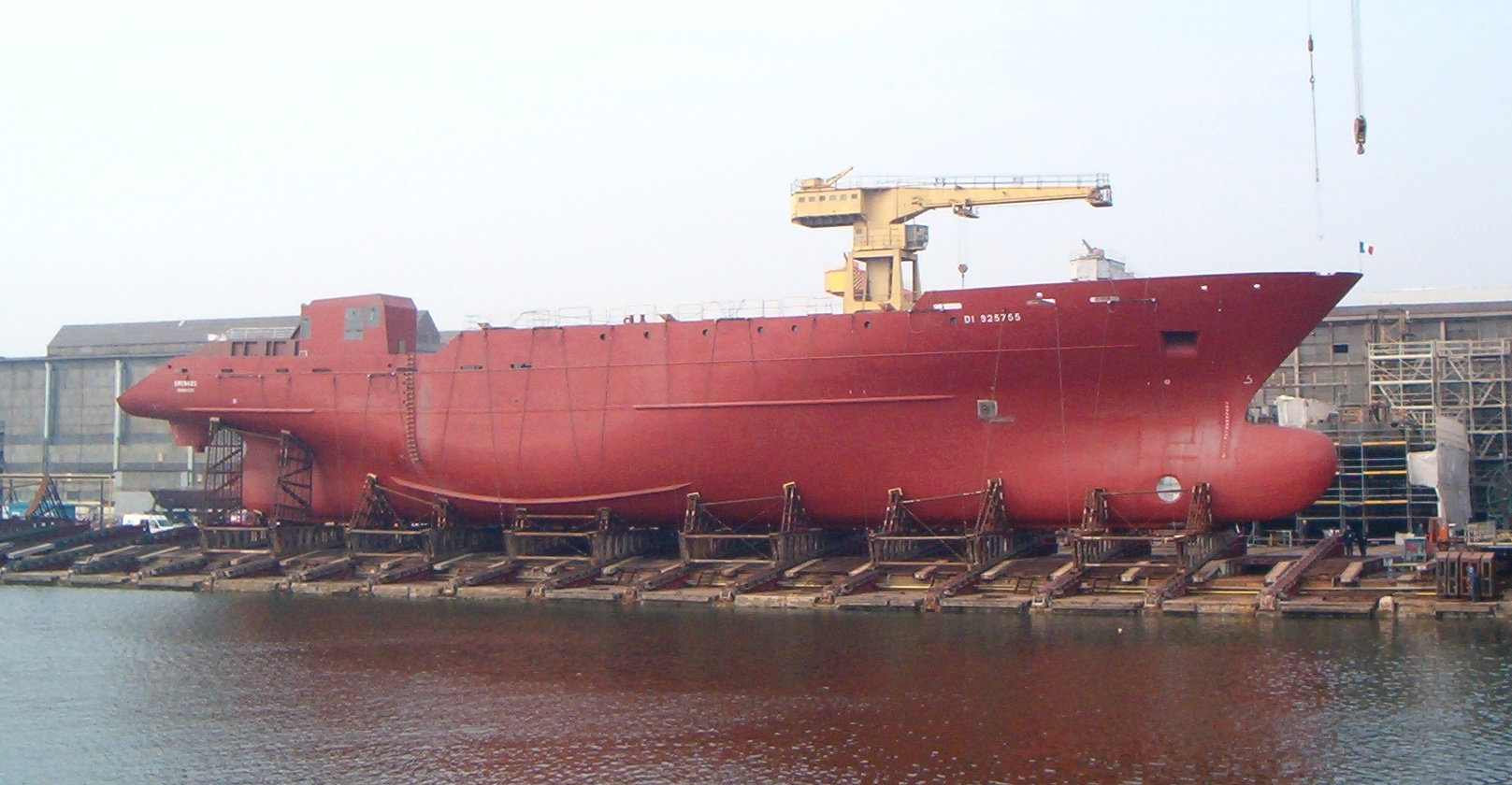
De scheepsromp van een schip in aanbouw in Polen.

De scheepsromp is het casco van een schip.
Het onderwaterschip is het deel van de romp onder de waterlijn. In het jargon stabiliteitsberekeningen wordt dit deel wel de carène genoemd. De buitenbekleding van de scheepsromp wordt wel met scheepshuid aangeduid.

## Types
Scheepsrompen worden op meerdere manieren ingedeeld. Eén manier is aan de hand van
- Waterverplaatsende romp
  - Enkelrompsschip
  - Meerrompsschip
    - Catamaran
    - Trimaran
    - SWATH
- Halfplanerende romp
- Planerende romp
- Draagvleugelboot
- Lucht
  - Luchtkussenvaartuig
  - Grondeffectschip

De conventionele enkelrompsschepen komen het meest voor.

## Vorm
De vorm van de romp hangt zeer nauw samen met de functie van een schip. Snelle schepen hebben een slanke vorm, terwijl voor langzame schepen een volle vorm, waarmee meer lading vervoerd kan worden, volstaat. De boeg wordt vaak uitgerust met een bulbsteven waarmee een golfdal wordt opgewekt. Bij juiste plaatsing en snelheid kan dit de boeggolf opheffen en de golfweerstand verminderen. Bij andere dan de ontwerpsnelheid kan het echter een tegengesteld effect hebben.

## Coëfficiënten
De romp is te definiëren aan de hand van verschillende coëfficiënten.
- Blokcoëfficiënt CB of δ
- Prismatische coëfficiënt CP of Φ
- Grootspantcoëfficiënt CM of β
- Waterlijncoëfficiënt CW of α

## Aanhangsels
- Roer
- Schroef
- Kiel
- Kimkielen
- Stabilisatoren